# Procrateria pterota
Procrateria pterota là một loài bướm đêm trong họ Noctuidae.